# Козелецька селищна рада
Козеле́цька се́лищна ра́да — адміністративно-територіальна одиниця та орган місцевого самоврядування в Козелецькій громаді Чернігівської області. Адміністративний центр — селище міського типу Козелець.

## Загальні відомості
- Територія ради: 8,44 км²
- Населення ради: 8 251 особа (станом на 1 січня 2011 року)

## Склад ради
Рада складається з 30 депутатів та голови.
- Голова ради: Федченко Петро Олексійович
- Секретар ради: Адаменко Світлана Василівна

### Керівний склад попередніх скликань
| Прізвище, ім'я, по батькові | Основні відомості                                                        | Дата обрання | Дата звільнення |
| --------------------------- | ------------------------------------------------------------------------ | ------------ | --------------- |
| Федченко Петро Олексійович  | Селищний голова, 1948 року народження, освіта вища, член Народної партії | 26.03.2006   | 31.10.2010      |
| Федченко Петро Олексійович  | Селищний голова, 1948 року народження, освіта вища, член Народної партії | 31.10.2010   |                 |

Примітка: таблиця складена за даними сайту Верховної Ради України

### Депутати
За результатами місцевих виборів 2010 року депутатами ради стали:

#### За суб'єктами висування
| Суб'єкт висування                                       | Кількість обраних депутатів | %    |
| ------------------------------------------------------- | --------------------------- | ---- |
| Партія регіонів                                         | 9                           | 30   |
| Політична партія Всеукраїнське об'єднання «Батьківщина» | 9                           | 30   |
| Соціалістична партія України                            | 6                           | 20   |
| Політична партія «Сильна Україна»                       | 4                           | 13,3 |
| Самовисування                                           | 1                           | 3,3  |
| Українська Народна Партія                               | 1                           | 3,3  |

#### За округами
| № округу                                                | Прізвище, ім'я, по батькові       | Дата визнання обраним | Освіта             | Партійна приналежність                        | Відомості про обраного депутата                                         |
| ------------------------------------------------------- | --------------------------------- | --------------------- | ------------------ | --------------------------------------------- | ----------------------------------------------------------------------- |
| Партія регіонів                                         |                                   |                       |                    |                                               |                                                                         |
| 1                                                       | Голівець Ніна Михайлівна          | 03.11.2010            | вища               | член Партії регіонів                          | АТП-17440, заст.. голови управління з питань економіки                  |
| 3                                                       | Скок Василь Іванович              | 03.11.2010            | вища               | член Партії регіонів                          | Козелецьке управління газифікації, майстер                              |
| 6                                                       | Хитун Клавдія Володимирівна       | 03.11.2010            | вища               | член Партії регіонів                          | УПФУ, смт Козелець, начальник                                           |
| 11                                                      | Божок Антон Олександрович         | 03.11.2010            | вища               | член Партії регіонів                          | Козелецький районний суд, помічник судді                                |
| 17                                                      | Санченко Роман Вікторович         | 03.11.2010            | середня спеціальна | позапартійний                                 | приватне підприємство, засновник                                        |
| 22                                                      | Савченко Олександр Андрійович     | 03.11.2010            | вища               | член Партії регіонів                          | пенсіонер                                                               |
| 25                                                      | Власенко Володимир Савелійович    | 03.11.2010            | вища               | член Партії регіонів                          | Козелецький комбікормовий завод, директор                               |
| 26                                                      | Кобець Світлана Євгенівна         | 03.11.2010            | вища               | член Партії регіонів                          | Козелецька загальноосвітня школа І-ІІІ ст. № 2, вчитель                 |
| 29                                                      | Бобруйко Надія Володимирівна      | 03.11.2010            | вища               | член Партії регіонів                          | Козелецька загальноосвітня школа І-ІІІ ст. № 3, директор                |
| Політична партія Всеукраїнське об'єднання «Батьківщина» |                                   |                       |                    |                                               |                                                                         |
| 4                                                       | Адаменко Світлана Василівна       | 03.11.2010            | вища               | позапартійна                                  | Козелецька селища рада, секретар                                        |
| 8                                                       | Михед Світлана Михайлівна         | 03.11.2010            | вища               | позапартійна                                  | приватне підприємство, засновник                                        |
| 9                                                       | Миненко Микола Іванович           | 03.11.2010            | середня спеціальна | позапартійний                                 | Козелець ТОВ «М. Б.К.», директор                                        |
| 10                                                      | Примак Людмила Василівна          | 03.11.2010            | середня спеціальна | член Всеукраїнського об'єднання «Батьківщина» | ЗАТ «Побут сервіс», смт Козелець, голова правління                      |
| 12                                                      | Книш Анатолій Миколайович         | 03.11.2010            | вища               | позапартійний                                 | приватне підприємство, засновник                                        |
| 13                                                      | Биленко Дмитро Олексійович        | 03.11.2010            | середня спеціальна | позапартійний                                 | Козелецький АТП-17440, начальник майстерень                             |
| 16                                                      | Самко Олександра Вікторівна       | 03.11.2010            | вища               | член Всеукраїнського об'єднання «Батьківщина» | Козелецька загальноосвітня школа І-ІІІ ст. № 2, вчитель                 |
| 18                                                      | Бригинець Олександр Володимирович | 03.11.2010            | вища               | член Всеукраїнського об'єднання «Батьківщина» | ПП «Сінав», засновник                                                   |
| 30                                                      | Боярко Леонід Ростиславович       | 03.11.2010            | вища               | позапартійний                                 | дільнична ветлікарня с. Гламазди, ветлікар                              |
| Політична партія «Сильна Україна»                       |                                   |                       |                    |                                               |                                                                         |
| 2                                                       | Анонічева Лариса Петрівна         | 03.11.2010            | середня спеціальна | позапартійна                                  | Скрипчинська загальноосвітня школа І-ІІІ ст., вчитель початкових класів |
| 7                                                       | Зюзя Валентина Олександрівна      | 03.11.2010            | середня спеціальна | позапартійна                                  | приватне підприємство, засновник                                        |
| 14                                                      | Москалець Любов Миколаївна        | 03.11.2010            | вища               | позапартійна                                  | УДК, смт Козелець, головний бухгалтер                                   |
| 15                                                      | Многоліт Юрій Олексійович         | 03.11.2010            | середня спеціальна | позапартійний                                 | приватне підприємство, засновник                                        |
| Соціалістична партія України                            |                                   |                       |                    |                                               |                                                                         |
| 5                                                       | Зюзя Ольга Василівна              | 03.11.2010            | середня спеціальна | член Соціалістичної партії України            | ПП фірми «Санта-Ода», директор                                          |
| 19                                                      | Задера Анатолій Вікторович        | 03.11.2010            | вища               | позапартійний                                 | Козелецька ЦРЛ, лікар стоматолог                                        |
| 20                                                      | Митюра Віталій Іванович           | 03.11.2010            | середня спеціальна | член Соціалістичної партії України            | ЛВУМГ, смт Козелець, лінійний обхідник                                  |
| 21                                                      | Клименко Надія Петрівна           | 03.11.2010            | вища               | член Соціалістичної партії України            | Козелецька загальноосвітня школа І-ІІІ ст. № 3, заступник директора     |
| 23                                                      | Хоменко Тетяна Володимирівна      | 03.11.2010            | вища               | позапартійна                                  | Козелецька загальноосвітня школа І-ІІІ ст. № 3, вчитель                 |
| 27                                                      | Сорока Валентина Миколаївна       | 03.11.2010            | середня спеціальна | позапартійна                                  | ДНЗ № 3, смт Козелець, музичний керівник                                |
| Українська Народна Партія                               |                                   |                       |                    |                                               |                                                                         |
| 24                                                      | Боровик Олеся Миколаївна          | 03.11.2010            | вища               | позапартійна                                  | Козелецьке УПФУ, заступник начальника                                   |
| Самовисування                                           |                                   |                       |                    |                                               |                                                                         |
| 28                                                      | Скороход Віктор Федорович         | 03.11.2010            | середня            | позапартійний                                 | ВУЖКГ, смт Козелець, завідувач кладовища                                |